# Bazylika św. Marii Magdaleny i św. Stanisława w Szczepanowie
Bazylika św. Marii Magdaleny i św. Stanisława – sanktuarium znajdujące się w Szczepanowie, k. Tarnowa, które 20 czerwca 2003 roku zostało ogłoszone bazyliką mniejszą.

## Historia
Pierwotnie kościół w Szczepanowie został wzniesiony w 1470 roku, z inicjatywy ówczesnego proboszcza Jana Długosza, który był również kanonikiem krakowskim. Według tradycji wybudowany wówczas kościółek stanął na miejscu drewnianego, wzniesionego na polecenie rodziców Św. Stanisława.

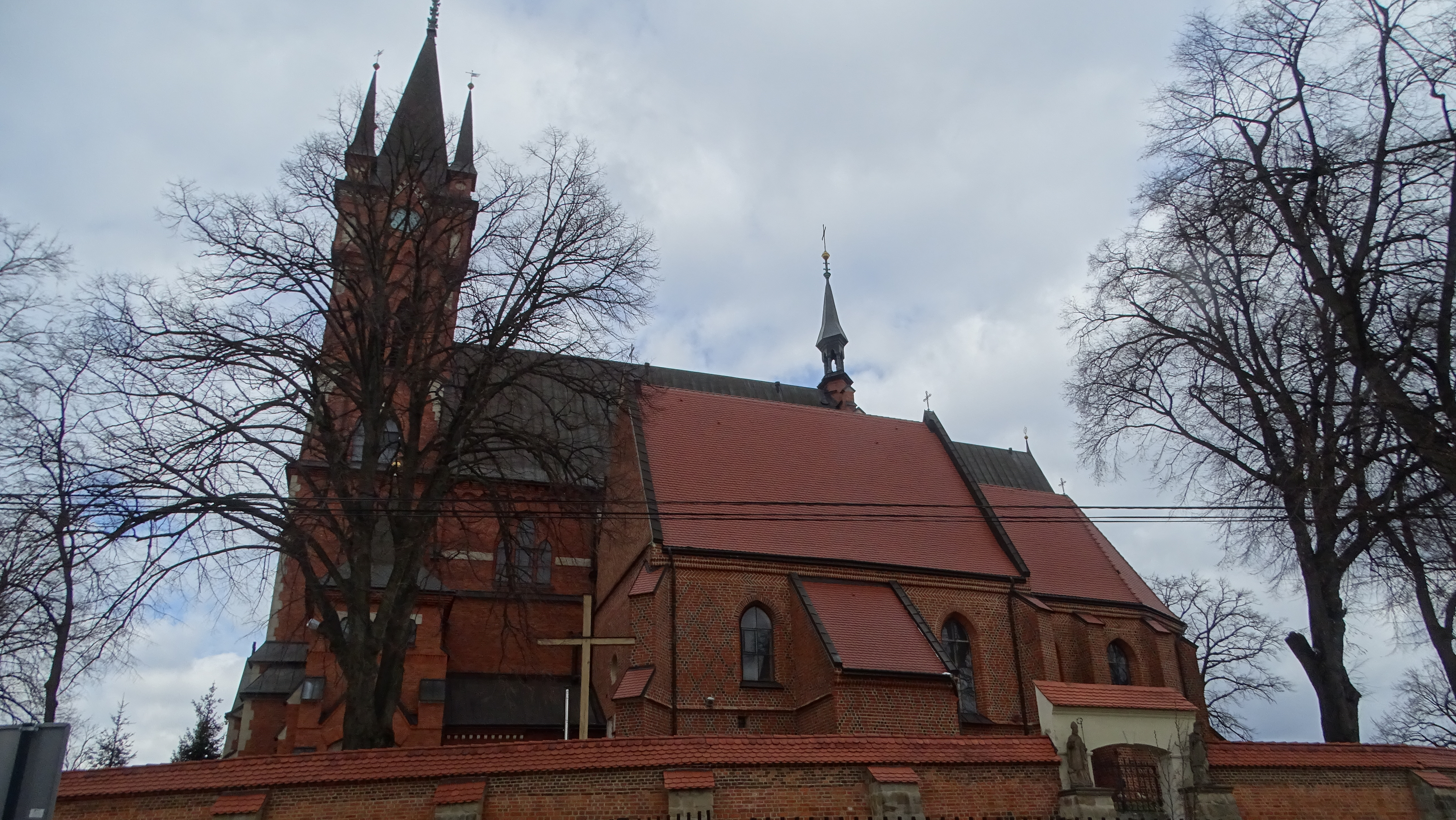
Widok ogólny bazyliki

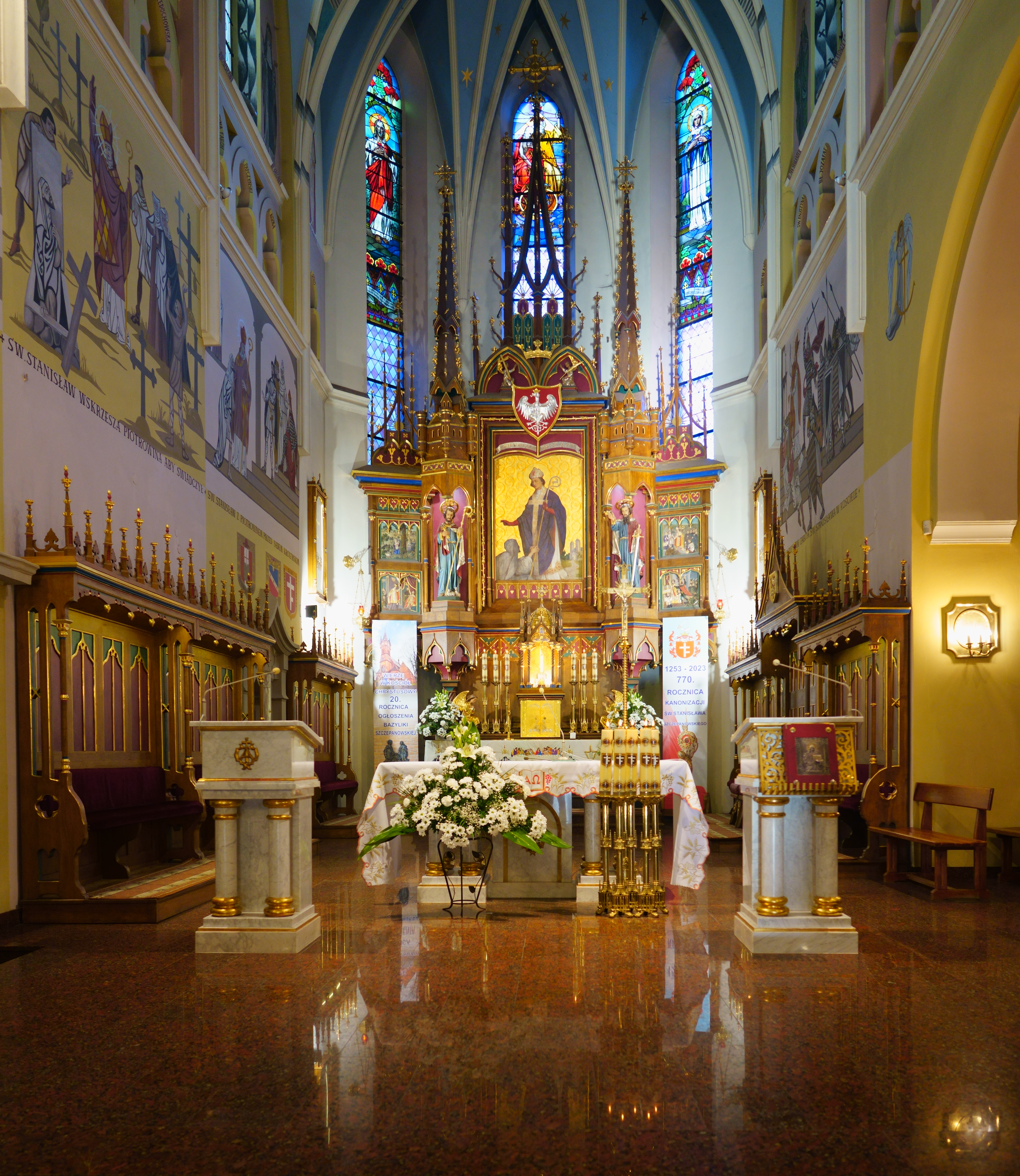
Ołtarz główny

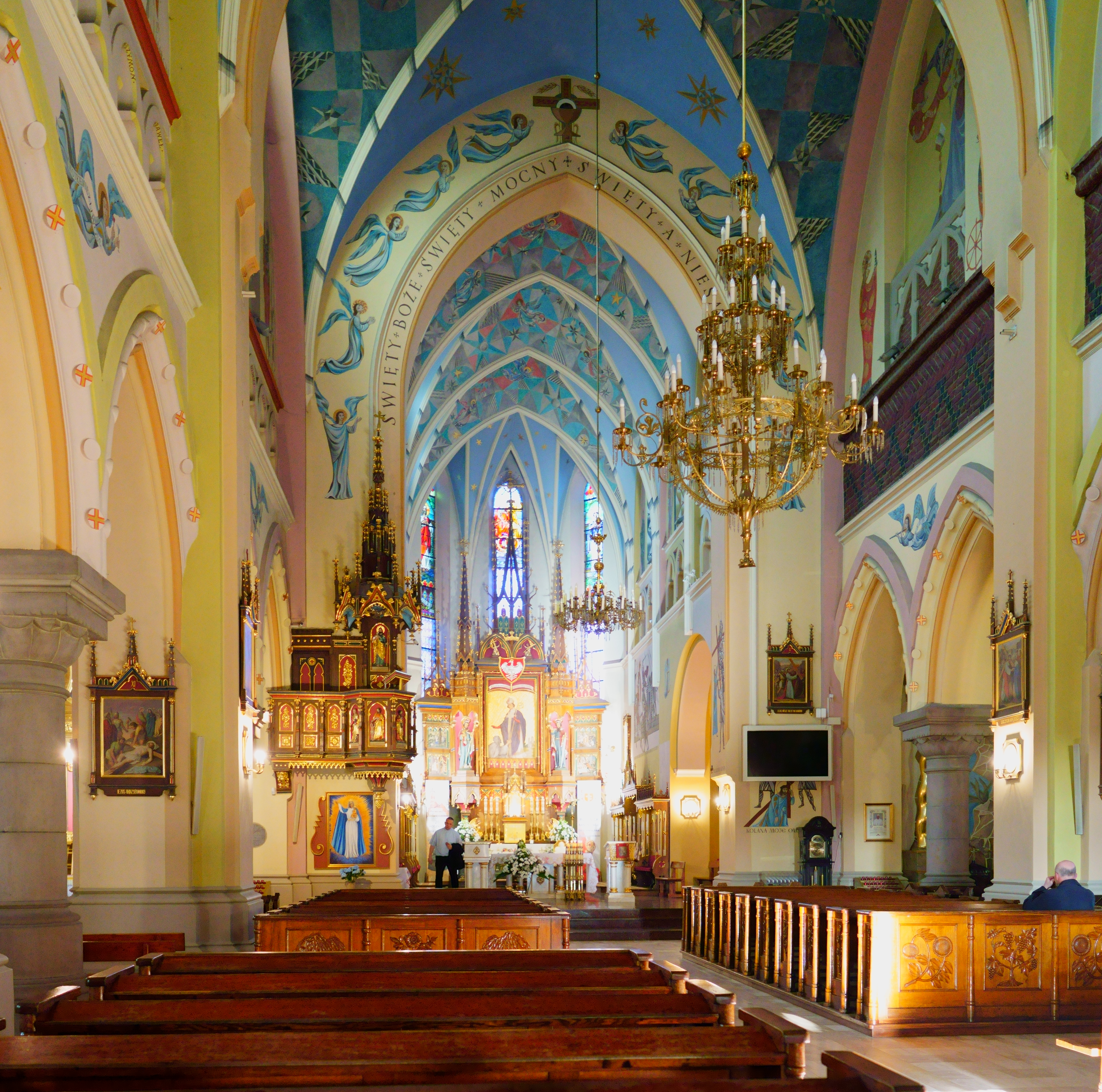
Wnętrze bazyliki

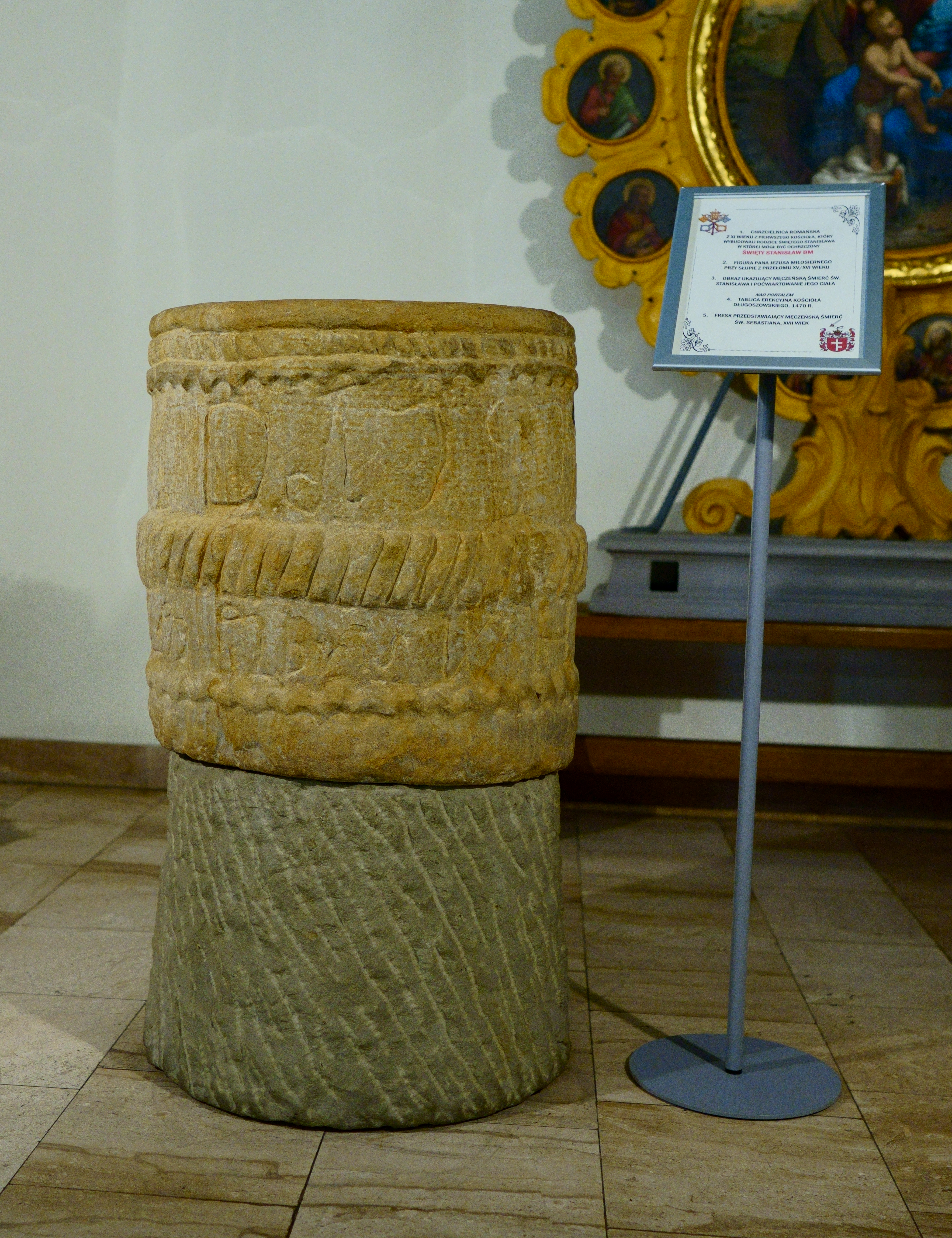
Chrzcielnica romańska z XI w. z pierwszego kościoła

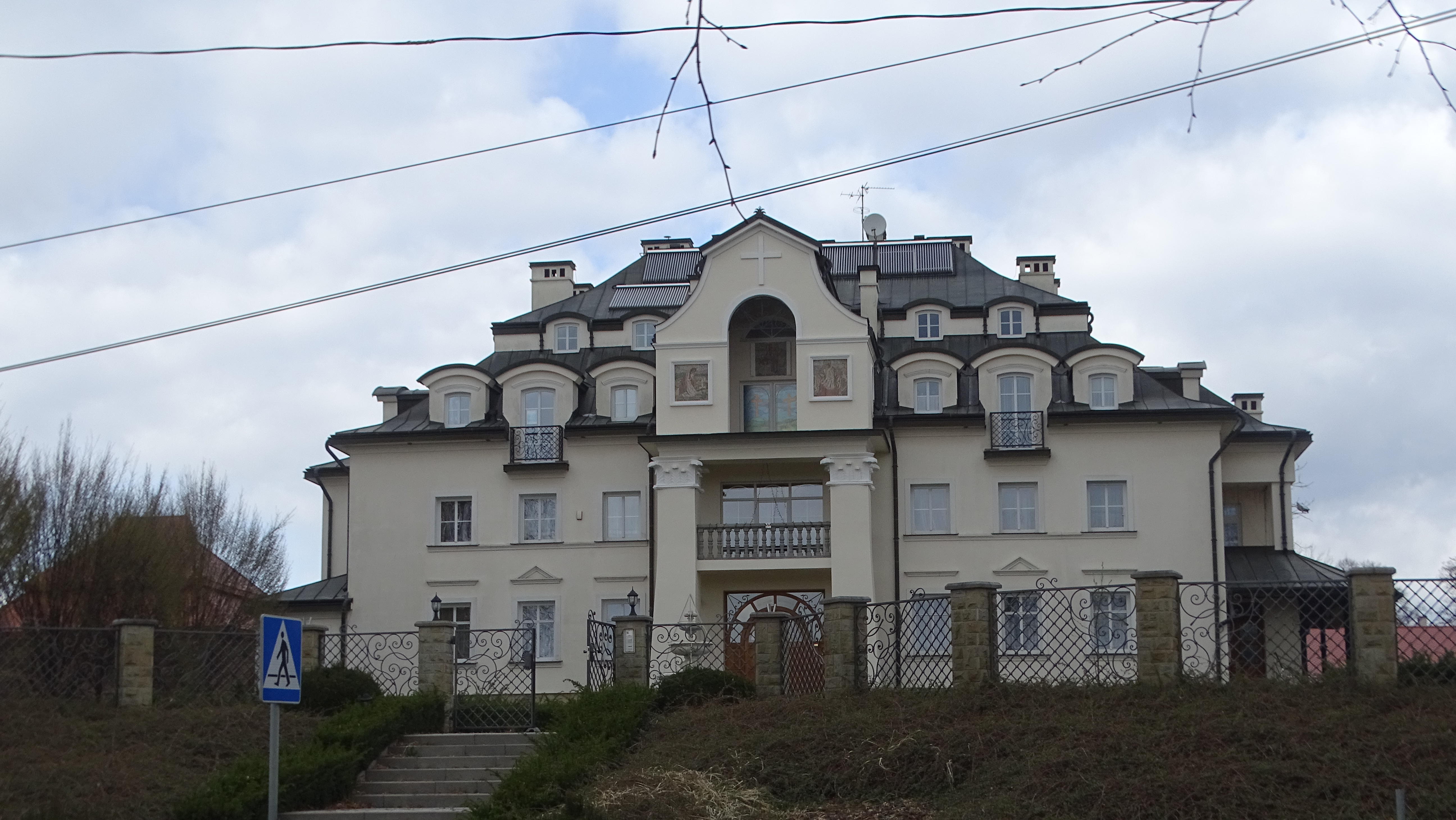
plebania

Obecny kościół został wzniesiony w latach 1911–1914 z inicjatywy proboszcza ks. prałata Szczepana Kosseckiego. Został on dobudowany do istniejącej Długoszowej świątyni, która stała się nawą boczną nowego kościoła. Nowy kościół został wybudowany według projektu architekta Jana Sas-Zubrzyckiego. Przy budowie rozebrana została stara dzwonnica, która stała oddzielnie, oraz nawa boczna dobudowana w XVII wieku.
W 1914 roku, niedługo po ukończeniu prac budowlanych wybuchła I wojna światowa. W wyniku działań wojennych 23 listopada 1914 roku w kościele wybuchł pożar, który objął starą część świątyni. Uszkodzeniu uległ dach oraz drewniany strop, a także zabytkowe wyposażenie wnętrza. Świątynię odbudowano w latach 1925–1927, pod kierownictwem ks. Marcina Dybca przy współpracy Komitetu Restauracyjnego. 26 maja 1930 bp Edwarda Komara konsekrował kościół.

## Architektura
Nowy kościół został wybudowany w stylu neogotyckim, murowany, nietynkowany. Wieża jest pięciokondygnacyjna, strzelista, z dwoma dzwonami: jeden z 1519, a drugi z 1534 roku. Z zewnątrz budowla ozdobiona jest elementami architektury neogotyckiej i eklektycznej. Przy wejściu do zakrystii znajduje się XVII wieczny kamienny portal, ozdobiony herbami Ostoja oraz Dębno. Sklepienia są krzyżowo-żebrowe. 

## Wnętrze
Ołtarz główny wykonano według projektu Jana Sas-Zubrzyckiego. W centralnej części ołtarza znajduje się obraz św. Stanisława, obok figury św. Piotra i Pawła. Nad obrazem widnieje orzeł piastowski, a po bokach sceny z życia św. Stanisława. W podstawie mensy ołtarza widoczne są cztery sceny biblijne, przedstawiające składanie ofiar Bogu. Malowidła ścienne wykonane zostały przez M. Makarewicza w latach 1959–1961. 
Między prezbiterium, a nawą główną znajduje się ambona, ozdobiona płaskorzeźbami czterech ewangelistów. W lewej nawie umieszczono neobarokowy ołtarz Serca Pana Jezusa. W prawej nawie (stary kościółek) znajduje się późnobarokowy ołtarz matki Boskiej Nieustającej Pomocy.